# Aspicarpa
Aspicarpa es un género botánico de plantas con flores con 39 especies perteneciente a la familia Malpighiaceae. Es originario de América.

## Taxonomía
El género fue descrito por  Louis Claude Marie Richard y publicado en Mémoires du Muséum d'Histoire Naturelle  2: 399 en el año 1815. La especie tipo es Aspicarpa hirtella Rich.

## Especies seleccionadas
| - Aspicarpa affinis - Aspicarpa albida - Aspicarpa argentea - Aspicarpa axillaris - Aspicarpa boliviensis | - Aspicarpa brevipes - Aspicarpa californica - Aspicarpa congestiflora - Aspicarpa cynanchoides - Aspicarpa diandra |